# Tour du Qatar 2005
La 4e édition du Tour du Qatar a eu lieu du 31 janvier au 4 février 2005 sur 5 étapes. Lars Michaelsen remporte le classement général.

## Étapes
| Détail    | Date        | Villes étapes               | Distance | Vainqueur d'étape | Leader du classement général |
| 1re étape | 31 janvier  | Al Kohr - Doha              | 143,0 km | Tom Boonen        | Tom Boonen                   |
| 2e étape  | 1er février | Camel Track Race - Doha     | 167,5 km | Tom Boonen        | Tom Boonen                   |
| 3e étape  | 2 février   | Al Wakra - Al Kohr          | 194,0 km | Lars Michaelsen   | Lars Michaelsen              |
| 4e étape  | 3 février   | Al Zabarah - Doha           | 169,0 km | Mario Cipollini   | Lars Michaelsen              |
| 5e étape  | 4 février   | Sealine Beach Resort - Doha | 153,0 km | Robbie McEwen     | Lars Michaelsen              |

## Classement général final
| #  | Coureur              | Pays     | Temps               |
| -- | -------------------- | -------- | ------------------- |
| 1  | Lars Michaelsen      | Danemark | en 18 h 30 min 06 s |
| 2  | Matti Breschel       | Danemark | + 1 min 14 s        |
| 3  | Fabrizio Guidi       | Italie   | + 1 min 28 s        |
| 4  | Tom Boonen           | Belgique | + 5 min 17 s        |
| 5  | Maarten Tjallingii   | Pays-Bas | + 5 min 43 s        |
| 6  | Thomas Bruun Eriksen | Danemark | + 8 min 50 s        |
| 7  | Giovanni Lombardi    | Italie   | m.t.                |
| 8  | Magnus Bäckstedt     | Suède    | + 12 min 24 s       |
| 9  | Manuel Quinziato     | Italie   | + 12 min 30 s       |
| 10 | Marco Bos            | Pays-Bas | + 32 min 06 s       |

## Classement des étapes
| # | Équipe          | Pays           | Temps              |
| - | --------------- | -------------- | ------------------ |
| 1 | Tom Boonen      | Belgique       | en 3 h 45 min 17 s |
| 2 | Mario Cipollini | Italie         | m.t.               |
| 3 | Robert Hunter   | Afrique du Sud | m.t.               |

| # | Coureur        | Pays      | Temps              |
| - | -------------- | --------- | ------------------ |
| 1 | Tom Boonen     | Belgique  | en 3 h 59 min 52 s |
| 2 | Fabrizio Guidi | Italie    | m.t.               |
| 3 | Robbie McEwen  | Australie | m.t.               |

| # | Coureur           | Pays     | Temps              |
| - | ----------------- | -------- | ------------------ |
| 1 | Lars Michaelsen   | Danemark | en 4 h 05 min 20 s |
| 2 | Matti Breschel    | Danemark | + 02 s             |
| 3 | Marcus Ljungqvist | Suède    | + 1 min 20 s       |

| # | Coureur         | Pays     | Temps              |
| - | --------------- | -------- | ------------------ |
| 1 | Mario Cipollini | Italie   | en 3 h 31 min 37 s |
| 2 | Tom Boonen      | Belgique | m.t.               |
| 3 | Aart Vierhouten | Pays-Bas | m.t.               |

| \| # \| Coureur \| Pays \| Temps \| \| - \| -------------- \| ----------- \| ------------------ \| \| 1 \| Robbie McEwen \| Australie \| en 3 h 08 min 06 s \| \| 2 \| Alexandre Usov \| Biélorussie \| m.t. \| \| 3 \| Tom Boonen \| Belgique \| m.t. \| |                |             |                    |
| # | Coureur        | Pays        | Temps              |
| 1 | Robbie McEwen  | Australie   | en 3 h 08 min 06 s |
| 2 | Alexandre Usov | Biélorussie | m.t.               |
| 3 | Tom Boonen     | Belgique    | m.t.               |